# Lamborghini
A Lamborghini (IPA: [lamborˈɡiːni]) olasz autógyár. 1964 óta gyárt felső kategóriás sportautókat, azonban az első e név alatt megjelenő autó klasszikus GT volt, a Lamborghini 350 GT. A vállalat székhelye Emilia-Romagna tartományban, Sant'Agata Bolognesében van, Modena és Bologna között. Emblémája támadó bikát ábrázol. 1998 óta a Volkswagen-csoporthoz tartozik, azon belül az Audi leányvállalata. A VW AG 2012-ben a Lamborghinin keresztül vásárolta fel a Ducati sportmotorkerékpár-gyártót, amely így szintén az Audi AG leányvállalataként működik.

## Története

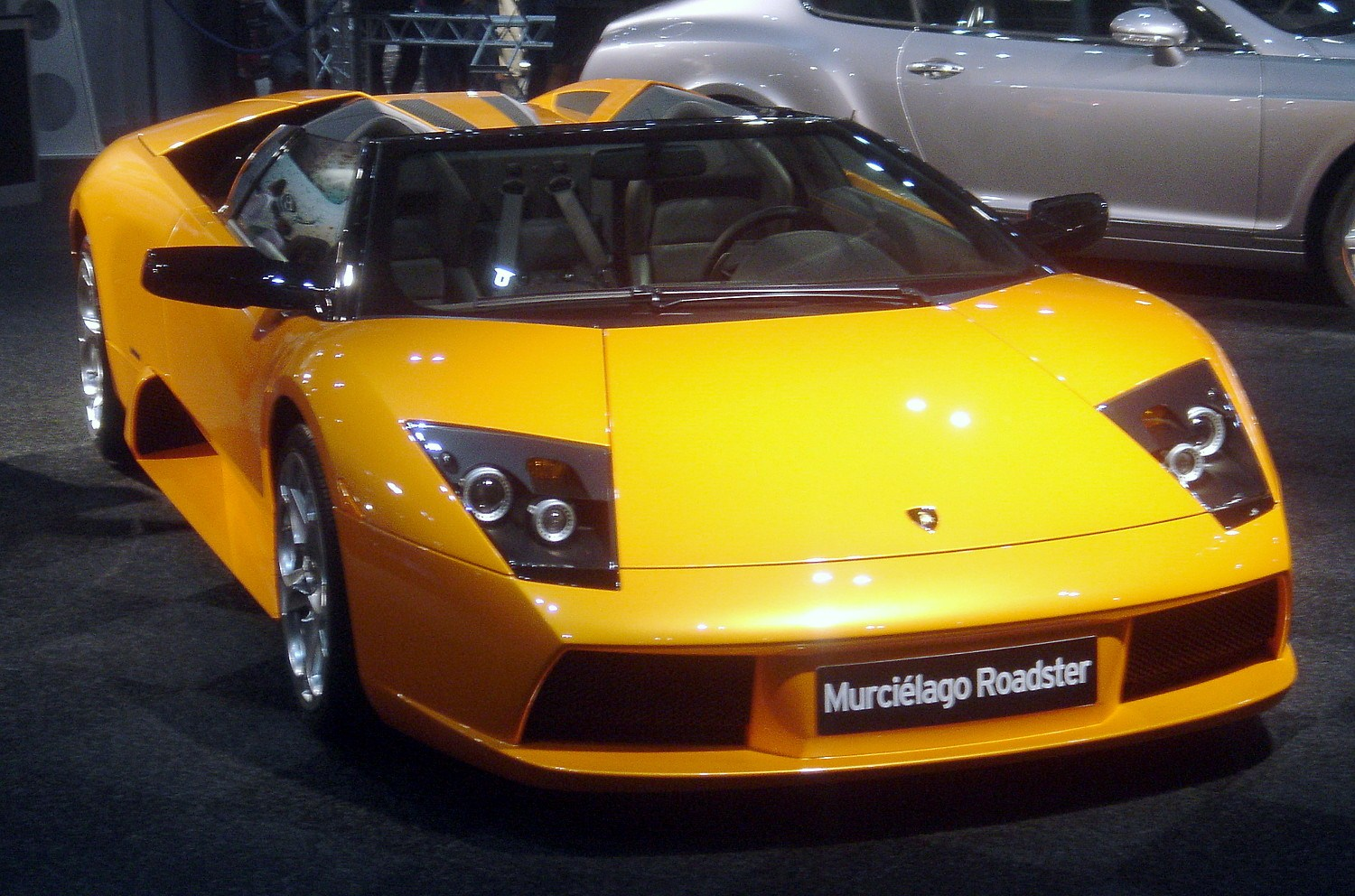
Lamborghini Murciélago Roadster

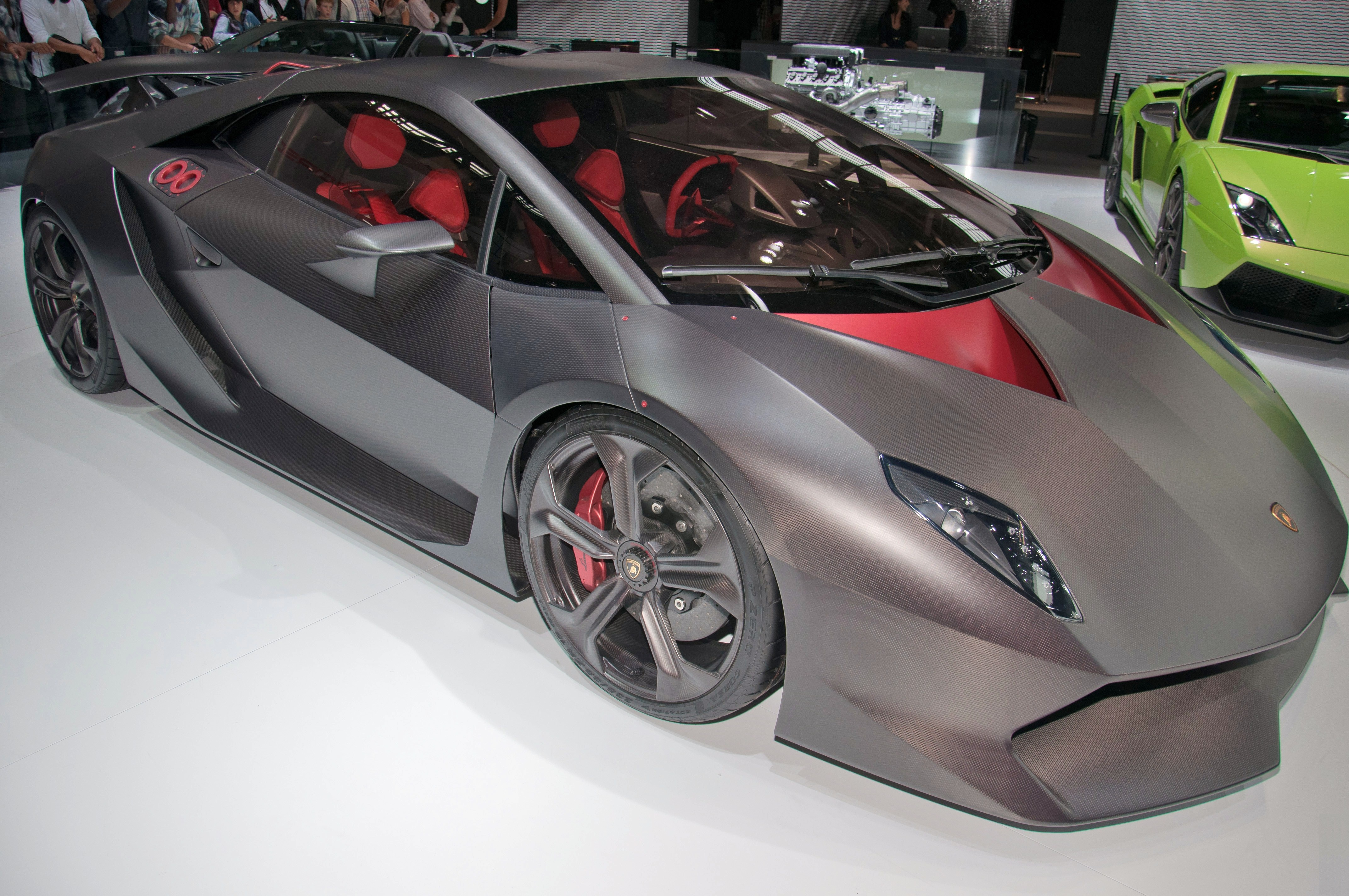
Lamborghini Sesto Elemento

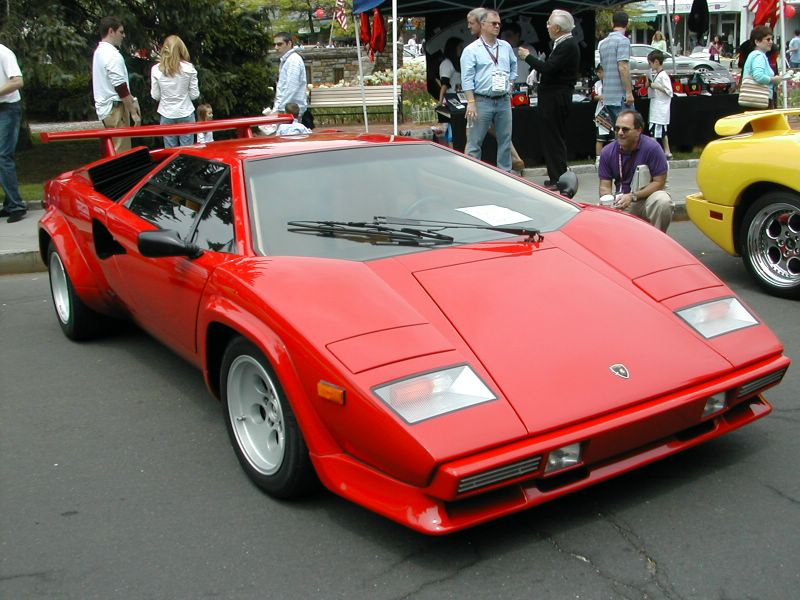
Lamborghini Countach

A céget Ferruccio Lamborghini (1916–1993) alapította 1948-ban a Ferrara tartományban lévő Centóban. A vállalat kezdetben traktorokat gyártott, 1958-tól pedig már égőket és klímaberendezéseket is készített. A vagyonossá váló Ferruccio több versenyautót is kipróbált, köztük Ferrarit is, de egyiket sem találta tökéletesnek, sőt a Ferrarit a legalsó kategóriába sorolta. Fejlesztési tanácsaival megkereste a „Comandantét” (azaz Enzo Ferrarit, akit általában csak így emlegettek: a Parancsnok), ám a hírhedten gőgös és sértődékeny cégvezető kiadta az útját, mondván, ha ennyire tudja, építsen ő autót. Így is tett. (Egyes források szerint Lamborghini tervezőnek jelentkezett a Ferrarihoz, ahol „visszaküldték a traktorokhoz".) 1962-ben megalapította az Automobili Lamborghinit, amely márkajelének Murciélago képét választotta. E legendás bika 1879-ben egy viadalon 24 kardszúrást élt túl, és az erő egyik szimbóluma lett. (Másrészt a Bika volt az alapító csillagjegye is.)
Az első kísérleti modell, a 350 GTV már 1964-ben megjelent. 12 hengeres motorjának teljesítménye még a rivális Ferrariét is jócskán meghaladta, az igazi szenzáció azonban az volt, amikor a 385 lóerős Miura 1966-ban a 300 km/h-s sebességhatárt átlépni képes autóként mutatkozott be. Ez volt az első középmotoros utcai sportkocsi, és egyben a szupersportkocsik kategóriájának megteremtője. A Miura a Ferrarik legfőbb ellensége lett, és ez a mai napig igaz a többi Lamborghinire is.
A Lamborghini a névadási gyakorlatában sokszor híres spanyol bikák nevét választja, mint például a Miura, a Gallardo, a Murciélago vagy az Aventador típusoknál, azonban számos más esetben eltérnek ettől, így a 350 GT, a 400 GT, a Silhouette, az Espada, az LM002, a Countach (fonetikusan: [kuŋˈtatʃ]) kapcsán. Sok modell neve mellé írják az LP betűket, amely a „Longitudinale Posteriore” rövidítése, és a motor hátulra történő, illetve hosszanti beépítésére utal.
A Lamborghini 1971 óta készít igen erős motorokat Offshore-versenycsónakokba is. Ezek körülbelül 1000 lóerősek.
A gyár 1972 óta szinte folyamatosan gazdasági problémákkal küzdött. A traktor-részvényeit kénytelen volt eladni. A tulajdonosok is sorra váltották egymást azóta:
- Ferruccio Lamborghini: 1963–1972,
- Georges-Henri Rossetti és René Leimer: 1972–1977,
- 1977–1984 között csődeljárás zajlott,
- Patrick Mimran: 1984–1987,
- a Chrysler: 1987–1994,
- a Megatech: 1994–1998,

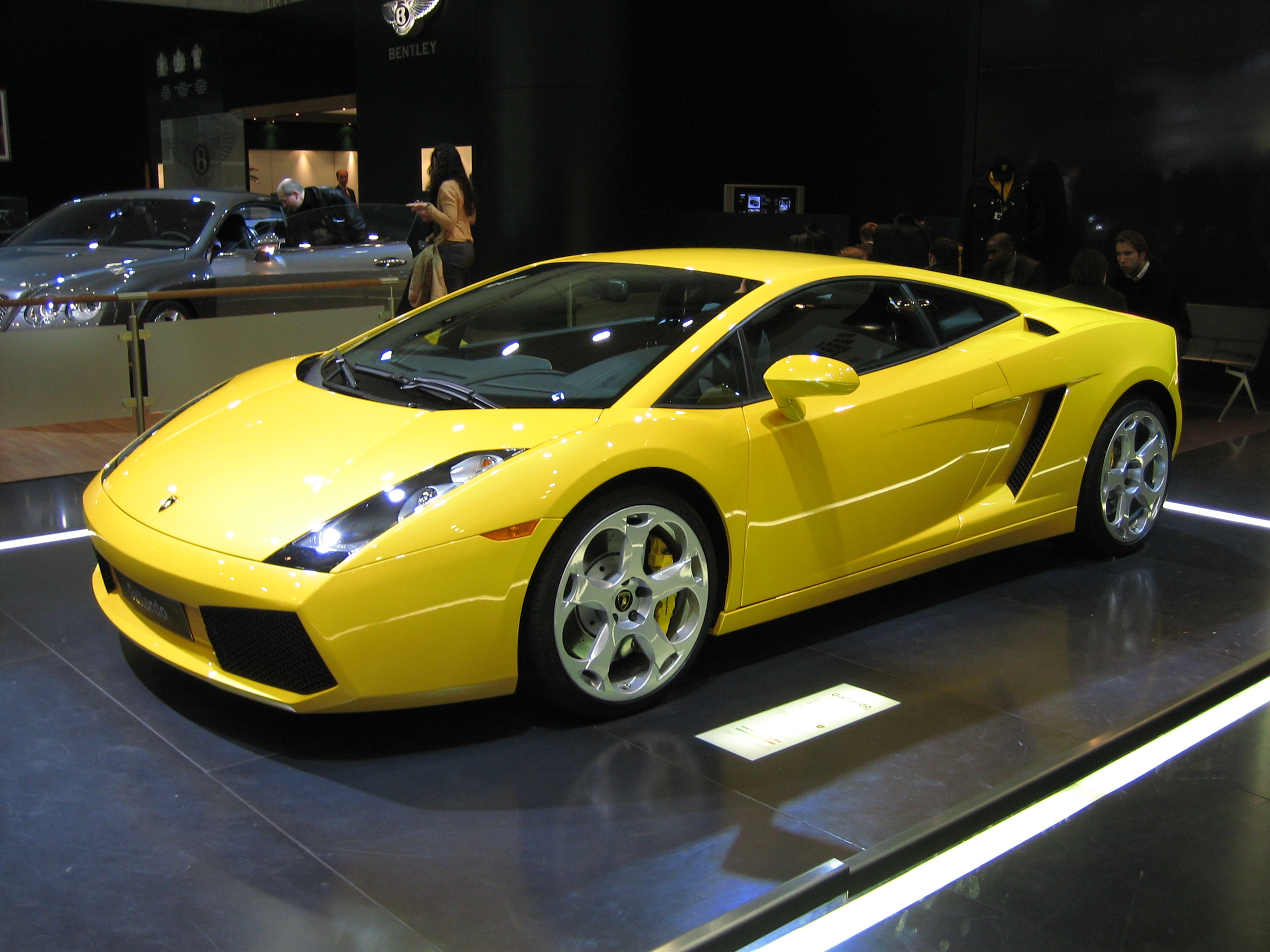
Lamborghini Gallardo

- az Audi révén pedig a Volkswagen: 1998-tól.

A Lamborghini 1989 és 1993 között Formula–1-es motorokat is gyártott a Lola, Lotus, Ligier, Minardi és Larrousse csapatoknak.
A mai modellpaletta két típusból: az Aventadorból (LP700-4, LP700-4 Roadster, LP720-4, LP750-4 SV) és a Huracánból (LP580-2, LP610-4, LP 610-4 Spyder) áll.

## A 2000–2016 között piacon lévő modellek

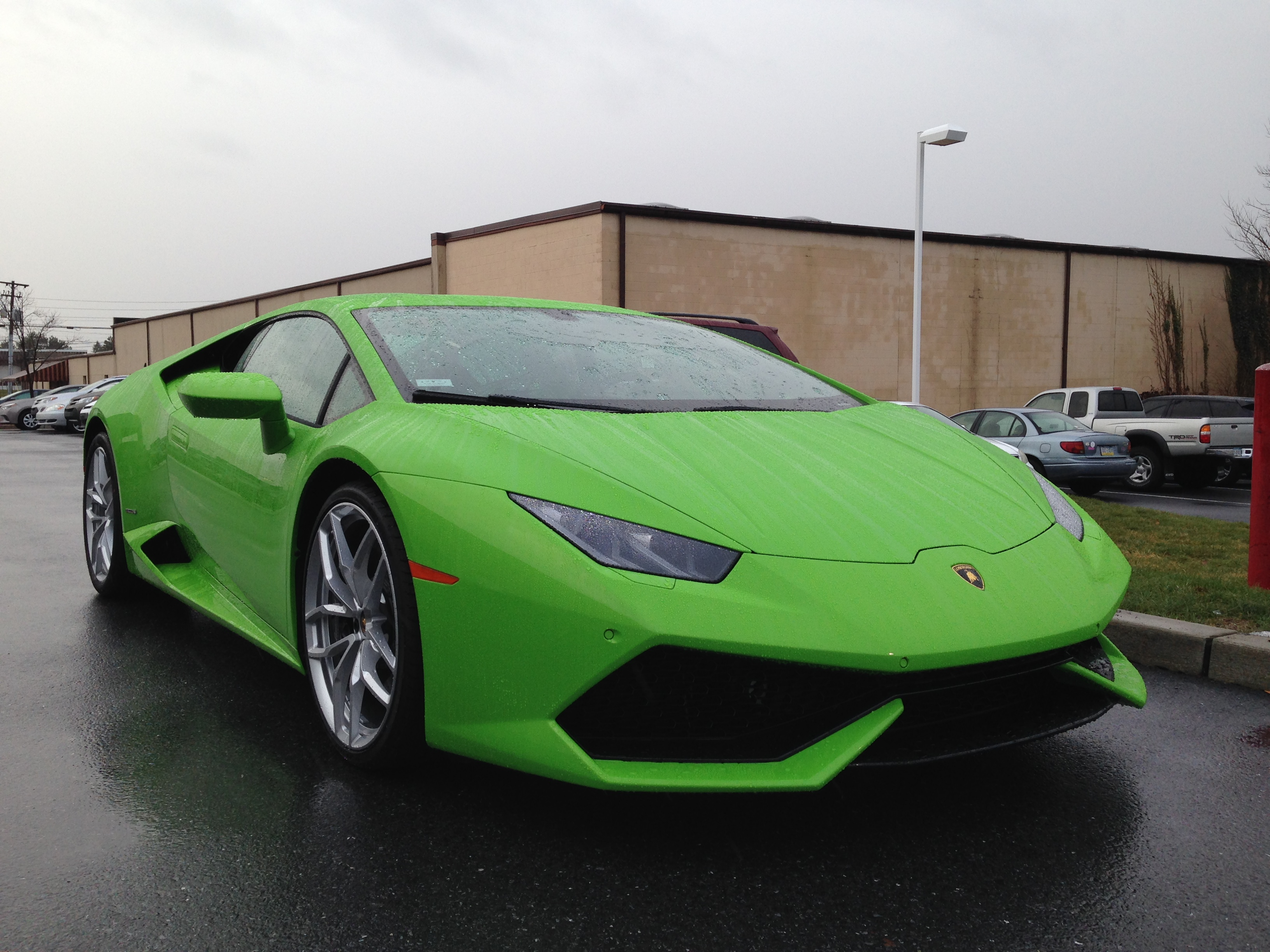
Lamborghini Huracán

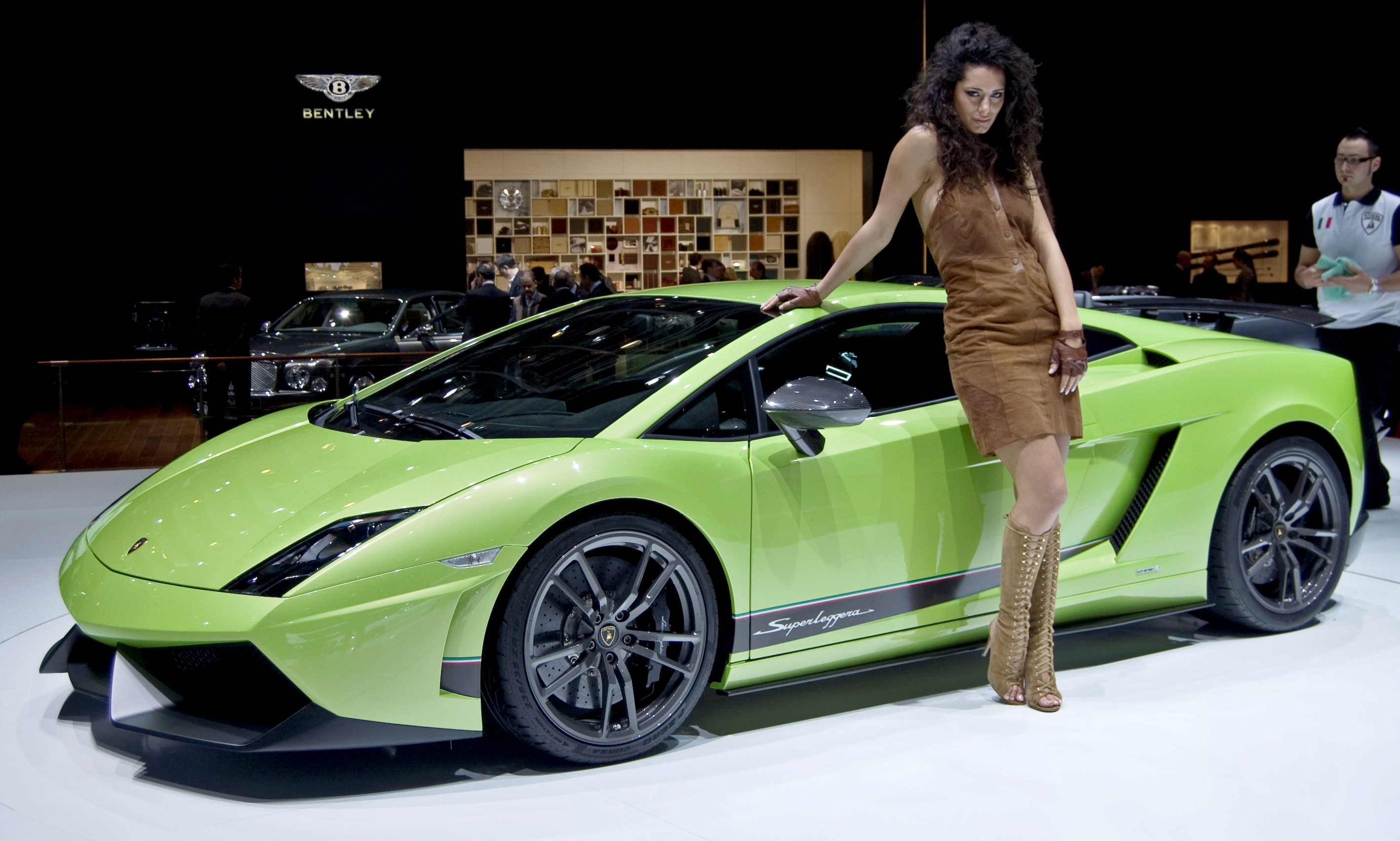
Lamborghini Gallardo Superleggera

Gallardo: motorja V10-es, 5,2 literes, és – az LP560-4 esetében – 560 lóerő leadására képes 8000 fordulat/percnél, csúcsnyomatéka 540 Nm. Modern fejlesztés, együtt történt az autóéval. Az Audi is fölhasználta az S8 (450 LE), az S6 (435 LE) és az R8 (525 LE) típusában. Környezetvédelmi besorolása alapján az Euro 5-ös normát teljesítette. Érdekességképpen megemlíthető, hogy Magyarországon, az Audi Hungária Motor Kft. győri gyárában készült. 3,7 másodperc alatti 0–100-as sprinthez és 325 km/h-s végsebességhez segíti a Gallardót.
Az autó különböző váltókkal rendelhető, az említett modell összkerékhajtással rendelkezik, kanyarban változó kihajtással. Normál állapotban a hajtás 30%-a elöl, 70%-a hátul kerül az útra.
Az angol és az olasz rendőrségnek is van belőle, az olaszok a gyártól kapták. A Gallardóból elérhető nyitott verzió is, hagyományosan Spyder néven, illetve számtalan lehetőség nyílik az autó kívül-belül egyedivé tételére. Konkurensei: Porsche 911, Ferrari F430, Mercedes-Benz SL63 AMG.
Huracán: 2014-ben váltotta le a Gallardót. 325 km/h-s végsebessége maradt a régi, gyorsulása azonban jelentősen javult az elődjéhez képest: az LP610-4 csúcsmodell 100 km/h-ra 3,2 másodperc, 200 km/h-ra pedig csupán 9,9 másodperc alatt jut el. Mint ahogy a jelzése is mutatja, 610 lóerős motor hajtja meg mind a négy kereket. Ez a motor a Gallardo erőforrásának továbbfejlesztett változata. 560 Nm maximális forgatónyomatékot tud kifejteni. 2015-ben tovább javítottak ezeken az adatokon: 100 km/h-ra már 2,9 s, 200 km/h-ra pedig 9,3 s alatt gyorsul.
2016-ban megjelent a Huracán LP 580-2 jelzésű kiadása. Nem meglepő módon hajszálnyival rosszabbak a teljesítményei, mint a korábbi modellnek: végsebessége 320 km/h, 0–100-ra 3,4 másodperc alatt gyorsul. Ahogy a jelzésből is kiderül, nem össz-, hanem hátsókerék-hajtású, V10-es szívómotorja pedig 580 lóerő maximális teljesítmény leadására képes. Viszont az ára is lejjebb ment 6-7 millió forinttal, ami azt jelenti, hogy körülbelül 50 millió forintos alapösszeggel lehetett számolni.
Murciélago: ebbe a típusba a Countach óta fejlesztett, Bizzarrini-féle V12-es Lambo-ősmotort építették be 6200, illetve 6500 köbcentiméteres lökettérfogattal, aminek köszönhetően teljesítménye 579–640 lóerőig terjed. Az autó fölépítésében a Diablo csővázszerkezete jelenik meg, és természetesen a Countach óta a csúcsmodellek védjegyévé vált felfelé nyíló ajtóval készül. Az LP640 jelzésű modell különleges fényezést kapott; legerősebb verziója, az LP670-4 SV (azaz „Super Veloce”) akár 3,2 másodperc alatt is teljesíti a 100 km/h-ra való gyorsulást, végsebessége pedig 342 km/h. Ennek az autónak is négykerékhajtása van, szintén változó kihajtással, és a Lamborghini ezt a modellt szerepelteti az FIA GT-versenyein.
A kistestvéréhez hasonlóan az erősebb „bikából” is van Roadster változat, illetve a gyártó igény szerint ezt a modellt is dúsítja extrákkal. Ezenfelül különböző limitált kiadások is készülnek, például az LP670-4 SV, amely, mint jelöléséből is kiderül, 670 ló erejével rendelkezik, így a gyártó legerősebb modellje lett. Nem véletlenül igyekeztek annyira Lamborghiniék: a Murciélago nagy konkurenciával nézett szembe, olyan típusokkal, mint a Mercedes-Benz SLR,a McLaren, a Porsche Carrera GT, a Ferrari Enzo vagy a Pagani Zonda.
Reventón: az F22 Raptor lopakodó vadászbombázó-ihletésű típus esetében a Murciélago korábbi megjelenését egyenes vonalakkal formálták újjá; másféle lámpák jellemzik, és a kerékívek is szögletesebbek. Az előd – avagy alaptípus – motorjának még erősebb, 650 LE-s változatát kapta. Noha már 2009-ben elkészült, bemutatását mégis 2012-re halasztották, elsősorban azért, mert a gazdasági válság az anyacéget, az Audit is megviselte, így akkor nem adhattak ki euroszázmilliókat a gyárak újraszerszámozására. Ráadásul a Murciélago az LP650 Roadster és az LP670-4 SuperVeloce modellek révén ismét a figyelem középpontjába került, így a gyártósorok ismét teljes kapacitással működhettek, a hagyományos, csővázas Lambók újabb aranykorukat kezdték élni.
Aventador: 2011-ben mutatkozott be a Lamborghini új csúcsmodelljeként, LP700-4 kiegészítő megjelöléssel. Teljesen új fejlesztésű, 700 lóerős V12-es motor gondoskodott a meghajtásáról. 2015-ben bevezetett, LP 750-4 SV jelzésű modellje 775 lóerős teljesítményével 2,8 másodperc alatt gyorsít 100 km/h-ra, a végsebessége 369 km/h.
Asterion: 2014 vége felé mutatták be, és az LPI 910-4 megjelölést kapta. Ebből az LP megszokott, de itt szükség van az I-re is, mert ez jelzi, hogy hibrid hajtású Lamborghiniről van szó – mely a gyártól az első ilyen megoldás. 610 lóerős benzinmotorral és három 100 lóerős villanymotorral rendelkezik, az összteljesítménye 910 LE. Képes akár 350 km/h-s sebességgel is száguldani, a 100 km/h-s sebességet pedig 3 másodperc alatt éri el.
| Év                                     | Eladott autók [db] | Eladott autók [db] | Eladott autók [db] | Eladott autók [db] | Eladott autók [db] | Eladott autók [db] | Eladott autók [db] | Eladott autók [db] | Eladott autók [db] | Eladott autók [db] | Eladott autók [db] | Eladott autók [db] | Eladott autók [db] | Eladott autók [db] | Eladott autók [db] | Eladott autók [db] | Eladott autók [db] | Eladott autók [db] | Eladott autók [db] | Eladott autók [db] | Eladott autók [db] | Eladott autók [db] | Eladott autók [db] | Eladott autók [db] | Eladott autók [db] | Eladott autók [db] | Eladott autók [db] | Eladott autók [db] | Eladott autók [db] | Eladott autók [db] | Eladott autók [db] | Eladott autók [db] | Eladott autók [db] | Eladott autók [db] | Eladott autók [db] | Eladott autók [db] | Eladott autók [db] | Eladott autók [db] | Eladott autók [db] | Eladott autók [db] | Eladott autók [db] | Eladott autók [db] | Eladott autók [db] | Eladott autók [db] | Eladott autók [db] | Eladott autók [db] | Eladott autók [db] | Eladott autók [db] | Eladott autók [db] | Eladott autók [db] |
| -------------------------------------- | ------------------ | ------------------ | ------------------ | ------------------ | ------------------ | ------------------ | ------------------ | ------------------ | ------------------ | ------------------ | ------------------ | ------------------ | ------------------ | ------------------ | ------------------ | ------------------ | ------------------ | ------------------ | ------------------ | ------------------ | ------------------ | ------------------ | ------------------ | ------------------ | ------------------ | ------------------ | ------------------ | ------------------ | ------------------ | ------------------ | ------------------ | ------------------ | ------------------ | ------------------ | ------------------ | ------------------ | ------------------ | ------------------ | ------------------ | ------------------ | ------------------ | ------------------ | ------------------ | ------------------ | ------------------ | ------------------ | ------------------ | ------------------ | ------------------ | ------------------ |
| Év                                     |                    |                    |                    |                    |                    |                    |                    |                    | 500                | 500                |                    |                    |                    |                    |                    |                    |                    |                    | 1000               | 1000               |                    |                    |                    |                    |                    |                    |                    |                    | 1500               | 1500               |                    |                    |                    |                    |                    |                    |                    |                    | 2000               | 2000               |                    |                    |                    |                    |                    |                    |                    |                    | 2500               | 2500               |
| 1996                                   | 211                | 211                | 211                | 211                |                    |                    |                    |                    |                    |                    |                    |                    |                    |                    |                    |                    |                    |                    |                    |                    |                    |                    |                    |                    |                    |                    |                    |                    |                    |                    |                    |                    |                    |                    |                    |                    |                    |                    |                    |                    |                    |                    |                    |                    |                    |                    |                    |                    |                    |                    |
| Az Audi 1998-ban átveszi az irányítást |                    |                    |                    |                    |                    |                    |                    |                    |                    |                    |                    |                    |                    |                    |                    |                    |                    |                    |                    |                    |                    |                    |                    |                    |                    |                    |                    |                    |                    |                    |                    |                    |                    |                    |                    |                    |                    |                    |                    |                    |                    |                    |                    |                    |                    |                    |                    |                    |                    |                    |
| 2002                                   | 424                | 424                | 424                | 424                | 424                | 424                | 424                | 424                |                    |                    |                    |                    |                    |                    |                    |                    |                    |                    |                    |                    |                    |                    |                    |                    |                    |                    |                    |                    |                    |                    |                    |                    |                    |                    |                    |                    |                    |                    |                    |                    |                    |                    |                    |                    |                    |                    |                    |                    |                    |                    |
| 2003                                   | 1305               | 1305               | 1305               | 1305               | 1305               | 1305               | 1305               | 1305               | 1305               | 1305               | 1305               | 1305               | 1305               | 1305               | 1305               | 1305               | 1305               | 1305               | 1305               | 1305               | 1305               | 1305               | 1305               | 1305               | 1305               | 1305               |                    |                    |                    |                    |                    |                    |                    |                    |                    |                    |                    |                    |                    |                    |                    |                    |                    |                    |                    |                    |                    |                    |                    |                    |
| 2004                                   | 1592               | 1592               | 1592               | 1592               | 1592               | 1592               | 1592               | 1592               | 1592               | 1592               | 1592               | 1592               | 1592               | 1592               | 1592               | 1592               | 1592               | 1592               | 1592               | 1592               | 1592               | 1592               | 1592               | 1592               | 1592               | 1592               | 1592               | 1592               | 1592               | 1592               |                    |                    |                    |                    |                    |                    |                    |                    |                    |                    |                    |                    |                    |                    |                    |                    |                    |                    |                    |                    |
| 2005                                   | 1600               | 1600               | 1600               | 1600               | 1600               | 1600               | 1600               | 1600               | 1600               | 1600               | 1600               | 1600               | 1600               | 1600               | 1600               | 1600               | 1600               | 1600               | 1600               | 1600               | 1600               | 1600               | 1600               | 1600               | 1600               | 1600               | 1600               | 1600               | 1600               | 1600               |                    |                    |                    |                    |                    |                    |                    |                    |                    |                    |                    |                    |                    |                    |                    |                    |                    |                    |                    |                    |
| 2006                                   | 2087               | 2087               | 2087               | 2087               | 2087               | 2087               | 2087               | 2087               | 2087               | 2087               | 2087               | 2087               | 2087               | 2087               | 2087               | 2087               | 2087               | 2087               | 2087               | 2087               | 2087               | 2087               | 2087               | 2087               | 2087               | 2087               | 2087               | 2087               | 2087               | 2087               | 2087               | 2087               | 2087               | 2087               | 2087               | 2087               | 2087               | 2087               | 2087               | 2087               |                    |                    |                    |                    |                    |                    |                    |                    |                    |                    |
| 2007                                   | 2580               | 2580               | 2580               | 2580               | 2580               | 2580               | 2580               | 2580               | 2580               | 2580               | 2580               | 2580               | 2580               | 2580               | 2580               | 2580               | 2580               | 2580               | 2580               | 2580               | 2580               | 2580               | 2580               | 2580               | 2580               | 2580               | 2580               | 2580               | 2580               | 2580               | 2580               | 2580               | 2580               | 2580               | 2580               | 2580               | 2580               | 2580               | 2580               | 2580               | 2580               | 2580               | 2580               | 2580               | 2580               | 2580               | 2580               | 2580               | 2580               | 2580               |